# Francis Napier (10. lord Napier)
Francis Napier, 10. lord Napier (ur. 15 września 1819, zm. 19 grudnia 1898) – szkocki dyplomata i administrator kolonialny, w roku 1872 pełniący tymczasowo funkcję wicekróla Indii.
Pierwsze wysokie stanowiska w karierze Napiera wiązały się z dyplomacją. Był ambasadorem Wielkiej Brytanii w USA (1857-1859), Niderlandach (1859-1861), Rosji (1861-1864) i Prusach (1864-1866). Następnie wyjechał do Indii, by objąć stanowisko gubernatora Madrasu. W 1872 został na krótko tymczasowym wicekrólem Indii (w oczekiwaniu na przybycie lorda Northbrooka). W tym samym roku powrócił do Europy, zaś jego szkocki tytuł lordowski został potwierdzony ogólnobrytyjskim tytułem barona Ettrick, który dał mu prawo zasiadania w Izbie Lordów. W latach 1883–1884 stał na czele tzw. komisji Napiera, badającej warunki życia rolników w najbardziej odludnej części Wielkiej Brytanii - północnej Szkocji. Zmarł w 1898 w wieku 79 lat.